# 가스오촌
가스오촌(일본어: 粕尾村)은 일본 도치기현의 중서부, 가미쓰가군에 속했던 촌이다. 

## 역사
- 1889년 4월 1일 - 정촌제 시행에 의해 가미쓰가군 가조오촌이 성립하였다.
- 1894년 8월 1일 - 가스오촌으로 개칭되었다.
- 1955년 1월 8일 - 이와노정, 나가노촌, 기요스촌과 합병해, 아와노정이 되었다.

## 참고문헌
- 『栃木県町村合併誌 第三巻下』 栃木県、1956年3月。